# 東京都道・埼玉県道58号台東川口線

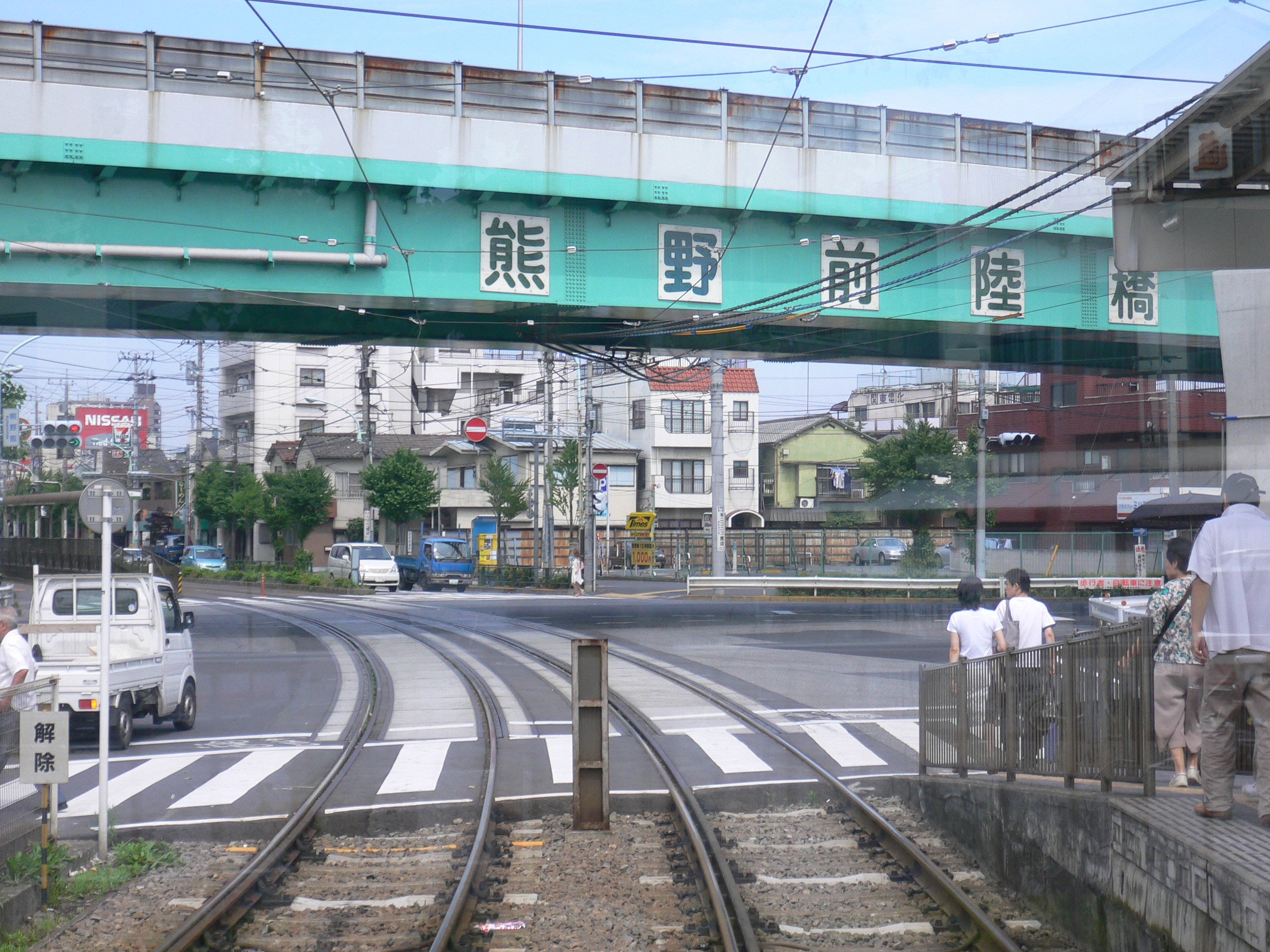
都電荒川線および交差道路を尾久橋通りが渡る熊野前陸橋。

東京都道・埼玉県道58号台東川口線（とうきょうとどう・さいたまけんどう58ごう たいとうかわぐちせん）は、東京都台東区から埼玉県川口市に至る都県道（主要地方道）である。
ここでは、事実上の延伸区間である埼玉県道34号さいたま草加線バイパス部についても述べる。

## 概要
東京都内では都市計画道路放射11号尾久橋通り（おぐばしどおり）の全区間を、埼玉県内では都市計画道路大宮東京線第二産業道路（だいにさんぎょうどうろ）の一部を構成する。
2012年に台東鳩ヶ谷線から現名称に変更された。

### 路線データ
東京都道・埼玉県道58号台東川口線
- 起点：東京都台東区根岸（東京都道313号上野尾竹橋線 尾竹橋通り交点、根岸小前交差点）
- 終点：埼玉県川口市鳩ヶ谷歩道橋交差点（国道122号交点）
- 総距離：東京都内11,204m、埼玉県内2,252m

埼玉県道34号さいたま草加線バイパス
- 起点：川口市赤井四丁目交差点（埼玉県道34号さいたま草加線本線）
- 終点：川口市道合西交差点（埼玉県道1号さいたま川口線・国道298号）

## 歴史
- 1993年（平成5年）5月11日 - 建設省から、都県道台東鳩ヶ谷線が台東鳩ヶ谷線として主要地方道に指定される[1]。
- 2012年（平成24年）1月1日 - 鳩ヶ谷市の川口市への編入合併に伴い、台東川口線に改称[2][3]。

## 路線状況

### 通称
- 尾久橋通り（東京都内）
- 第二産業道路（埼玉県内）
- 江北橋通り（支線）

この他、東京都市計画道路幹線街路放射第11号線として整備されたため、「放射11号」という名称も特に足立区以南では多用される。「放射11号舎人」というバス停も足立区内の本道上に設置されている。

### 支線（都市計画道路補助91号の一部）
- 起点：名称不明交差点：足立区扇二丁目（本線に接続、東京都道450号新荒川葛西堤防線支線（江北橋通り））
- 終点：江北橋東交差点（交差点の3方向とも東京都道501号王子金町市川線（本線は直進方向と右方向）、立体交差下道路は東京都道450号新荒川葛西堤防線と東京都道501号王子金町市川線の支線）

事実上、東京都道501号王子金町市川線のバイパス道路である。

### 重複区間
- 埼玉県道・東京都道104号川口草加線（舎人小学校東交差点 - 遊馬町（西）交差点）
- 埼玉県道34号さいたま草加線バイパス（赤井二丁目交差点 - 鳩ヶ谷歩道橋交差点）

## 地理

### 通過する自治体

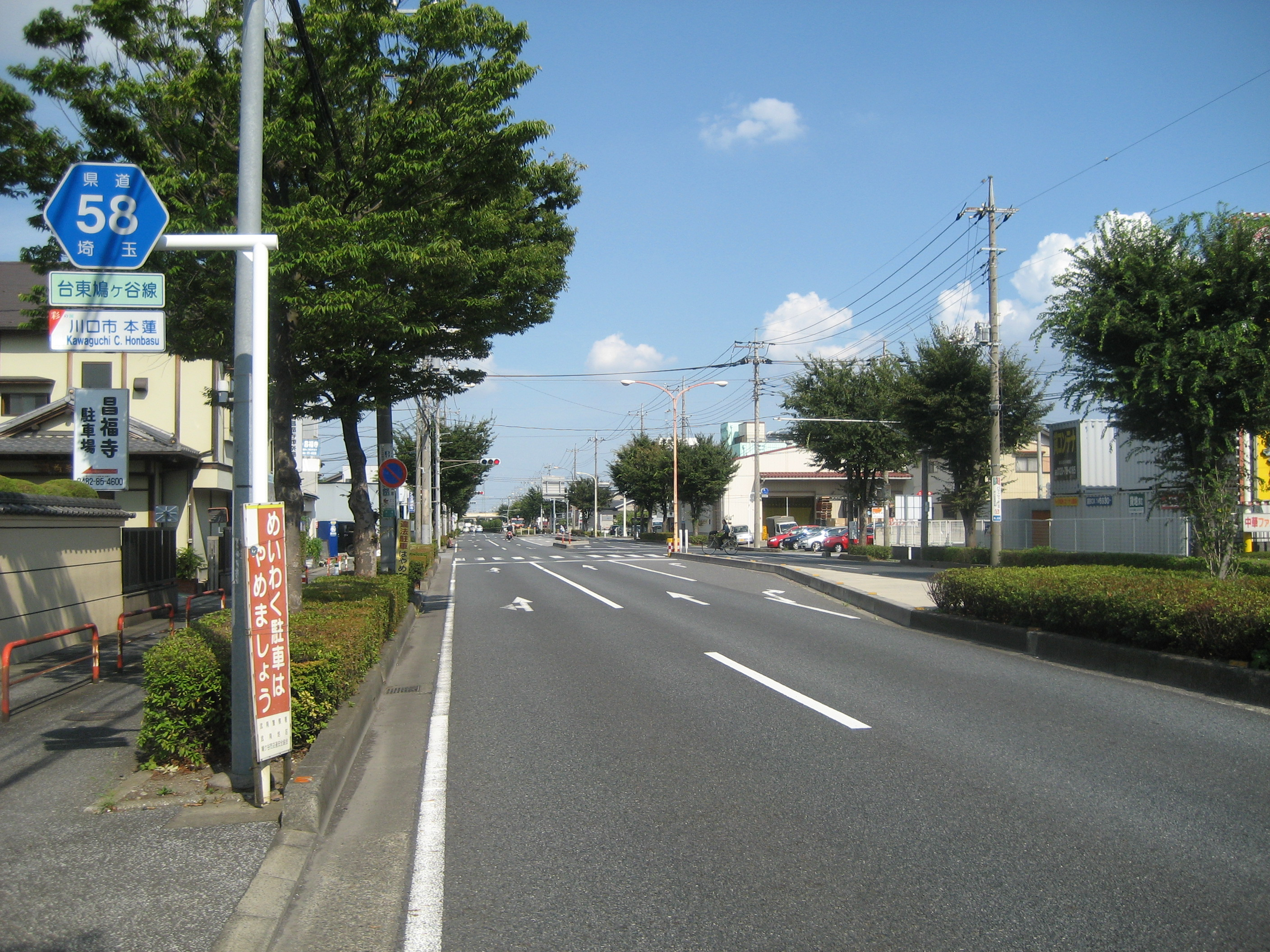
川口市内

- 東京都
  - 台東区
  - 荒川区
  - 北区
  - 足立区
- 埼玉県
  - 草加市
  - 川口市

### 交差する道路
| 交差する道路                                                      | 交差する道路                                                      | 交差点名       | 所在地 | 所在地 |
| ----------------------------------------------------------------- | ----------------------------------------------------------------- | -------------- | ------ | ------ |
| 都県道58号区間                                                    |                                                                   |                |        |        |
| 東京都道313号上野尾竹橋線（尾竹橋通り）                           | 東京都道313号上野尾竹橋線（尾竹橋通り）                           | 根岸小前       | 東京都 | 台東区 |
| 東京都道457号駒込宮地線（道灌山通り）                             | 東京都道457号駒込宮地線（道灌山通り）                             | 西日暮里五丁目 | 東京都 | 荒川区 |
| 東京都道306号王子千住夢の島線（明治通り） 東京都道458号白山小台線 | 東京都道306号王子千住夢の島線（明治通り） 東京都道458号白山小台線 | 田端新町一丁目 | 東京都 | 北区   |
| 東京都道449号新荒川堤防線（荒川土手通り）                         | 東京都道449号新荒川堤防線（荒川土手通り）                         | 扇大橋南       | 東京都 | 足立区 |
| 東京都道450号新荒川葛西堤防線 首都高速中央環状線 扇大橋出入口     | 東京都道450号新荒川葛西堤防線 首都高速中央環状線 扇大橋出入口     | 扇大橋北詰     | 東京都 | 足立区 |
| 支線（江北橋通り）                                                | 東京都道450号新荒川葛西堤防線支線（江北橋通り）                   | （扇二丁目）   | 東京都 | 足立区 |
| 東京都道501号王子金町市川線（江北バス通り）                       | 東京都道501号王子金町市川線（江北バス通り）                       | 江北四丁目     | 東京都 | 足立区 |
| 東京都道318号環状七号線（環七通り）                               | 東京都道318号環状七号線（環七通り）                               | 江北陸橋下     | 東京都 | 足立区 |
| 東京都道104号川口草加線                                           |                                                                   | 舎人小学校東   | 東京都 | 足立区 |
|                                                                   | 埼玉県道104号川口草加線                                           | 遊馬町（西）   | 埼玉県 | 草加市 |
| （（新郷）スポーツセンター通）                                    | （（新郷）スポーツセンター通）                                    | （東本郷）     | 埼玉県 | 川口市 |
| 埼玉県道239号足立川口線 首都高速川口線 新郷出入口                 | 埼玉県道239号足立川口線 首都高速川口線 新郷出入口                 | 本蓮一丁目     | 埼玉県 | 川口市 |
|                                                                   | 埼玉県道34号さいたま草加線バイパス                                | 赤井二丁目     | 埼玉県 | 川口市 |
| 県道34号バイパス・都県道58号重複区間                              |                                                                   |                |        |        |
| 埼玉県道105号さいたま鳩ヶ谷線                                     | 埼玉県道105号さいたま鳩ヶ谷線                                     | 鳩ヶ谷支所西   | 埼玉県 | 川口市 |
| 国道122号                                                         | 国道122号                                                         | 鳩ヶ谷歩道橋   | 埼玉県 | 川口市 |
| 県道34号バイパス区間                                              |                                                                   |                |        |        |
| 埼玉県道111号蕨鳩ヶ谷線                                           | 埼玉県道111号蕨鳩ヶ谷線                                           | 里（中央）     | 埼玉県 | 川口市 |
| 国道298号                                                         | 国道298号                                                         | 道合西         | 埼玉県 | 川口市 |
| 埼玉県道1号さいたま川口線（第二産業道路）さいたま・上尾方面       |                                                                   |                |        |        |

### 沿線にある施設など
東京都
台東区
- 台東区立根岸小学校
- 鶯谷駅

荒川区及び足立区
- 日暮里・舎人ライナー（ほぼ全線が本道路上の高架線）
- 隅田川（尾久橋）

荒川区
- 東京都立竹台高等学校
- 日暮里駅
- 西日暮里駅
- 荒川区立第六日暮里小学校
- 熊野前停留場
- 荒川区立赤土小学校
- 荒川区立尾久小学校
- 東尾久八郵便局
- 東京都立大学（荒川キャンパス）
- 尾久の原公園

足立区
- 荒川（扇大橋）
- 扇大橋病院
- 足立区立興本扇学園
- 東京都立足立西高等学校
- 足立区立西新井中学校
- 江北六丁目団地
- 江北郵便局
- 白石病院
- 舎人公園
- 足立区立舎人小学校

埼玉県
草加市
- 島忠 ホームズ草加舎人店

川口市
- 川口市新郷スポーツセンター
- 川口市立新郷南小学校
- 新郷西沼公園
- 赤井公園
- 川口市役所鳩ヶ谷支所
- 川口市消防局南消防署鳩ヶ谷分署
- 鳩ヶ谷駅
- 武南警察署